# Renaud Barret
Renaud Barret est un réalisateur français né en 1970 à Neuilly-sur-Seine,.

## Biographie
Renaud Barret a travaillé comme graphiste avant de réaliser plusieurs documentaires, ayant Kinshasa pour cadre, en collaboration avec Florent de La Tullaye, grand reporter photo.
Le site du festival Étonnants Voyageurs souligne que Renaud Barret « 
s’intéresse aux cultures urbaines des capitales africaines avec son partenaire et ami, Florent de La Tullaye ».

## Filmographie
- 2006 : La Danse de Jupiter (coréalisateur : Florent de La Tullaye)
- 2008 : Victoire Terminus (coréalisateur : Florent de La Tullaye)
- 2006 : Benda Bilili! (coréalisateur : Florent de La Tullaye)
- 2013 : Pygmée Blues (coréalisateur : Florent de La Tullaye)
- 2013 : The Africa Express (coréalisateur : Florent de La Tullaye)
- 2020 : Système K